# 镶红旗满洲都统衙门
镶红旗满洲都统衙门位于今北京市西城区新文化街137号，是清朝镶红旗满洲都统的衙门。

## 历史
《八旗通志初集》载：“镶红旗满洲、蒙古、汉军都统衙门，初设于石驸马街南。雍正六年准奏，将石驸马街北官房一所，共一百零四间，作为三旗都统衙门。”《钦定八旗通志》载：“乾隆元年，增房二间。”编纂于光绪初年的《畿辅通志》、《光绪顺天府志》均载镶红旗满洲、蒙古、汉军都统衙门仍在石驸马大街一处。中国第一历史档案馆所藏1926年前后的民国档案载，镶红旗满洲都统衙门在“石驸马大街48号”，镶红旗蒙古衙门在“西城回回营4号”，镶红旗汉军都统衙门在“西城授水河8号”:77。
根据上述记载，雍正六年（1728）后，今新文化街137号的衙门为镶红旗满洲、蒙古、汉军都统衙门。光绪初年以后，为镶红旗满洲都统衙门。

## 建筑
镶红旗满洲都统衙门是现存为数不多的八旗都统衙门之一。原门牌号为石驸马大街48号，即今新文化街137号。
1926年前后，为八旗王公世爵清理京兆旗产代办处并内务府五司联合清理地亩办公事公务所。不准外人入内，故在相关调查时无草图。1949年前，此处又曾作为粮库:77。中华人民共和国成立后，此处改为新文化街第一小学。后来，该院变成了20多户居民居住的大杂院:82。
新文化街137号院大门原为硬山式三间五架，现已有所改建，屋面是仰瓦灰梗过陇脊。大门的抱鼓石、拴马桩等均不存。大门内有北房五间（另外带耳房二间），东、西厢房各五间，檐廊已被扩建为房间。北房及东厢房的屋面为仰瓦灰梗清水脊，西厢房的屋面经过翻修已失原貌。
新文化街137号院旁边的135号院，可能原来也属于镶红旗满州、蒙古、汉军都统衙门的范围。

## 镶红旗档
镶红旗满洲都统衙门原存有数量丰富的档案，时间从雍正元年一直到民国14年（1925年），内容主要为镶红旗满洲都统上奏朝廷的奏折文书，大部分以满文作成。
1930年代，这批档案散落民间，流传到上海，被日本学者购买，收藏在日本东京东洋文库清代史研究室，称为《镶红旗满洲档案》（简称《镶红旗档》）。这批档案现存共计2400件，主要包括封筒、奏折原文、圣旨记录、绿头牌、系图、都统之印等形式。日本的清史专家神田信夫等人先后在1972年、1983年两次整理出版部分档案。1987年2月，中国学者关嘉禄所译《满文译著雍乾两朝镶红旗档》由辽宁人民出版社出版。

## 备注
1. 1 2  郗志群文章[2]:77中引用的档案本无具体记录时间，作者依据相关情况推测为1926年前后。